# معبد زيوس (شحات)
معبد زيوس في قوريني، ليبيا أو «معبد زيوس في شحات» يعد أكبر معبد إغريقي في ليبيا خصص لزيوس كبير الآلهة الإغريقية. وهو أكبر حجما من البارثينيون في أثينا.
يعتبر المعبد ثاني أكبر المعابد على لائحة المعابد المخصصة لعبادة كبير الآلهة اليونانية، بعد معبد ومذبح «زيوس» و«هيرا» بمدينة أوليمبيا المقدسة.

## تاريخ
تاريخ تشييد المعبد يعود إلى القرن الخامس قبل الميلاد حيث تم تشييده آنذاك بأعمدة ضخمة على الطراز الدوري الكلاسيكي، تم هدمه عقب تمرد اليهود في المدينة بين عامي 116 - 117 بعد الميلاد. حيث أعيد بناؤه على يد الإمبراطور كومودوس.
تبلغ مساحة المعبد 70 * 32 مترا، وبصفين من الأعمدة الدورية الكلاسيكية. كان بالمعبد تمثال لزيوس حجمه أكبر من حجم الإنسان الطبيعي باثنى عشر مرة، في العصر الروماني قدم الإمبراطور أغسطس نسخة طبق الأصل لتمثال زيوس الشهير الذي نحته النحات فيدياس، فيما قدم أباطرة آخرون هدايا مشابهة، لم يتبق منه سوى الرأس وبضعة أصابع من اليد وهي معروضة في متحف المنحوتات في شحات.

## معرض الصور

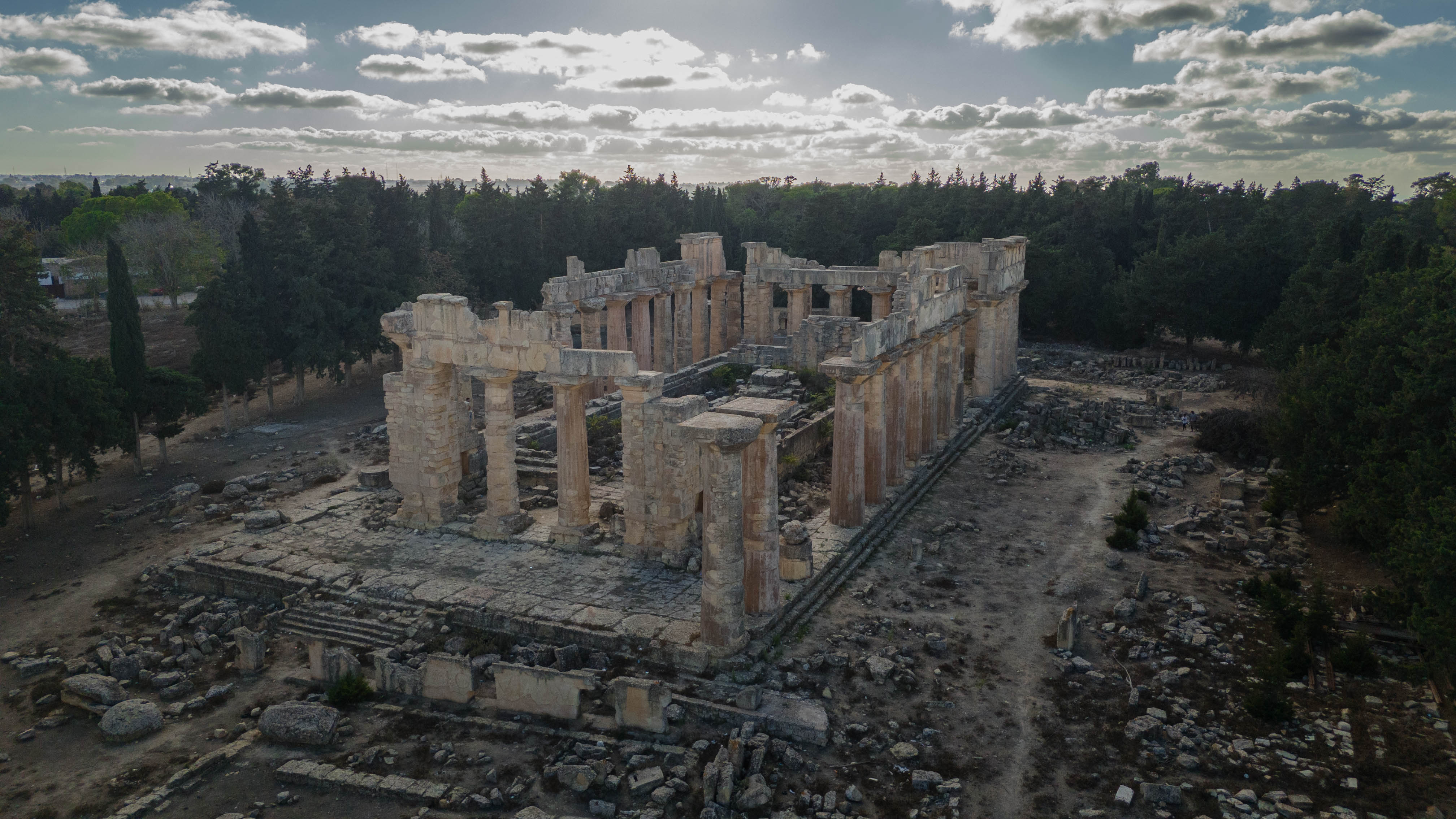
أكتوبر 2024
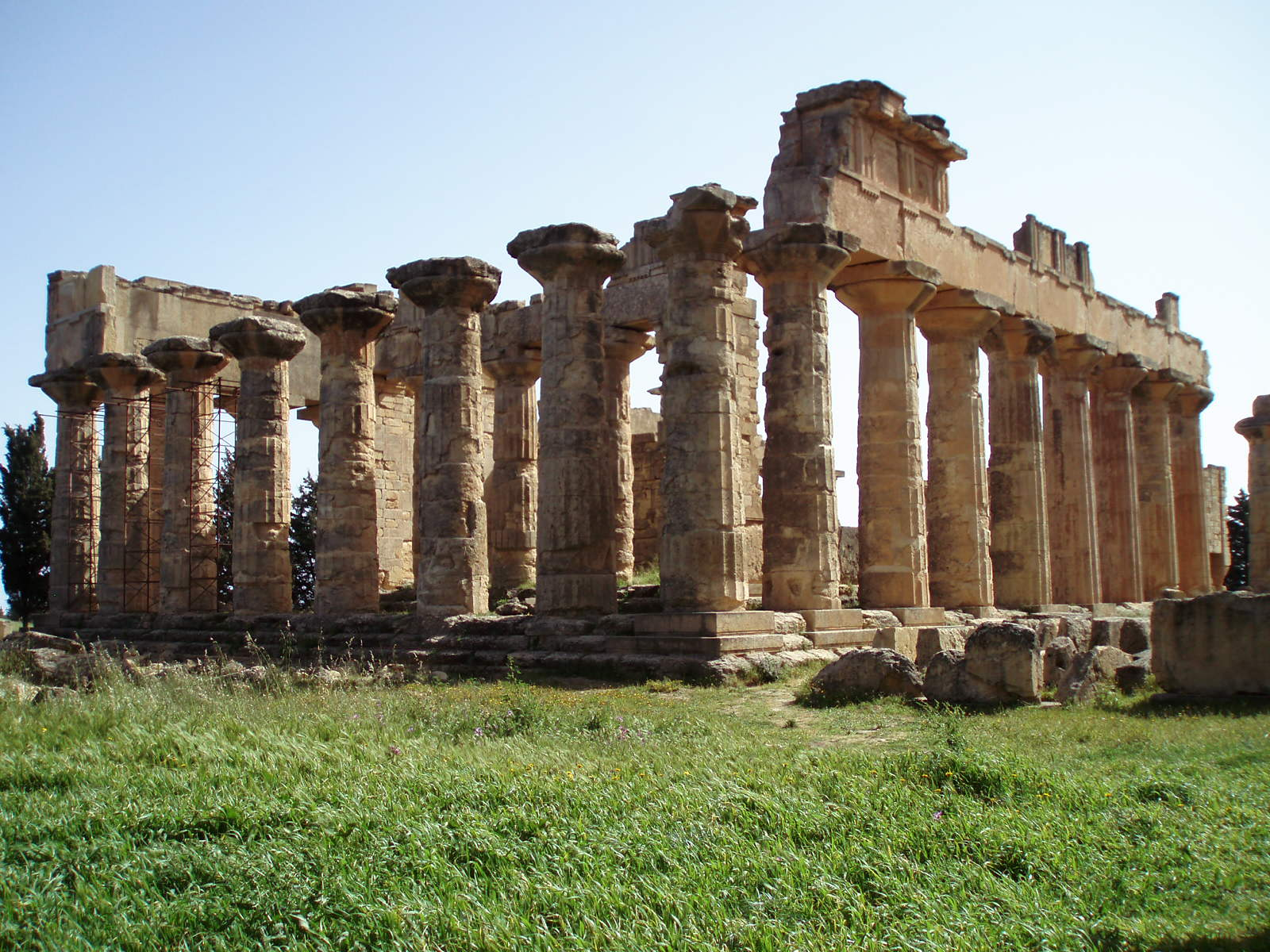
أبريل 2007